# Carlia pulla
Carlia pulla är en ödleart som beskrevs av  Barbour 1911. Carlia pulla ingår i släktet Carlia och familjen skinkar. Inga underarter finns listade.